# Tân Kỳ (thị trấn)
Tân Kỳ là thị trấn huyện lỵ cũ của huyện Tân Kỳ cũ, tỉnh Nghệ An, Việt Nam.
Thị trấn còn có tên gọi không chính thức là thị trấn Lạt.
Thị trấn Tân Kỳ có diện tích 7,35 km², dân số năm 1999 là 5648 người, mật độ dân số đạt 768 người/km².